# Слонави (Куявсько-Поморське воєводство)
Слонави (пол. Słonawy, нім. Salzdorf) — село в Польщі, у гміні Шубін Накельського повіту Куявсько-Поморського воєводства.
Населення — 213 осіб (2011).
У 1975-1998 роках село належало до Бидгощського воєводства.

## Демографія
Демографічна структура станом на 31 березня 2011 року:
|          | Загалом | Допрацездатний вік | Працездатний вік | Постпрацездатний вік |
| -------- | ------- | ------------------ | ---------------- | -------------------- |
| Чоловіки | 103     | 18                 | 81               | 4                    |
| Жінки    | 110     | 31                 | 64               | 15                   |
| Разом    | 213     | 49                 | 145              | 19                   |